# Алиджанов, Али Халилович
Али́ Хали́лович Алиджа́нов  (13 августа 1932, Закаталы, Азербайджанская ССР — 9 мая 1992, Новосибирск, Россия) — известный советский инженер-строитель. Лауреат Государственной премии СССР (1983).

## Биография
Али Халилович Алиджанов родился 13.8.1932 в селе Закаталы Азербайджанская ССР в аварской семье коллежского асессора Халилбека Алиджанова.
Сам Али Алиджанов в 1955 году окончил Московский институт инженеров железнодорожного транспорта. Директор института Сибгипротранс в 1973—1980 гг. (в институте — с 1955). В 1980—1990 гг. Алиджанов — первый заместитель председателя горисполкома Новосибирска по жилищному и гражданскому строительству, теплоэнергоснабжению, водопроводно-канализационному хозяйству. Избирался депутатом областного и городского Советов.

## Научная деятельность
Доктор технических наук, профессор А. Х. Алиджанов последние годы работал проректором Новосибирского института инженеров железнодорожного транспорта.

## Награды
- Государственная премия СССР (1983 год)[3].
- Орден Трудового Красного Знамени
- Орден «Знак Почета»

## Память

Могила Алиджанова на Заельцовском кладбище Новосибирска

В Новосибирске в память об Али Алиджанове на доме № 19 по Вокзальной магистрали, где с 1959 по 1992 год жил инженер-строитель, установлена мемориальная доска.